# Kósztasz Haralambídisz
Kósztasz Haralambídisz (görög betűkkel: Κώστας Χαραλαμπίδης; Nicosia, 1981. július 25. –) ciprusi labdarúgó, aki 78 alkalommal lépett pályára a ciprusi labdarúgó-válogatottban.

## Pályafutása
Karrierjét a Ciprusi klubban az APÓEL-ben kezdte.
2 éves szerződést kötött a Panathinaikószszal a 2004-05-ös szezon közepén. Haralambídisz 45-ször lépett pályára Panathinaikószban, de 2007 nyarán nem hosszabbították meg a szerződését.  Charalambides a szezon végén 6 hónapot kölcsönben a PAÓK-ban töltött. 16 mérkőzésen 1 gólt szerzett.
2007 nyarán Haralambídisz a német FC Carl Zeiss Jenába igazolt.
A 2007-08-as szezon első felében Haralambídisz 12 mérkőzésen 1 gólt szerzett, de 2008 telén ott hagyta a csapatot.
2008 január 27-én 4 éves szerződést kötött régebbi klubjával az APÓEL-lel.

## Érdekesség
Charalambides cigánykerék hátraszaltóval ünnepli góljait.

## Sikerei, díjai
- APÓEL
  - Ciprusi bajnok (8): 2001–02, 2003–04, 2008–09, 2010–11, 2012–13, 2013–14, 2014–15, 2015–16
  - Ciprusi kupa (4): 1998–99, 2007–08, 2013–14, 2014–15
  - Ciprusi szuperkupa (6): 2002, 2004, 2008, 2009, 2011, 2013